# 禅通寺
禅通寺（ぜんつうじ）は岐阜県高山市奥飛騨温泉郷にある釈迦如来を本尊とする臨済宗妙心寺派(龍泉派)の寺院で、山号は法円山。飛騨三十三観音霊場29番札所である。
中興以前の寺史は資料が残されておらず、宗派、開創共に不詳である。当地にあった古寺を永享2年(1430年)に江馬時直が開基となり、国泰寺の久岳祖参を招いて中興したと伝わる。以降、国泰寺派の寺院であったが、寛永年間に高山宗猷寺の末寺となって臨済宗妙心寺派に転派した。元禄3年(1690年)に円空が訪れて翌年まで滞在して多くの円空仏を遺し、禅通寺のほか近隣の住民にも与えられて現在に伝わっている。
現在の本堂は天保5年(1834年)に建てられたものである。新平湯温泉の中心部に位置することから、国民宿舎円空庵を営業しており宿泊することが可能である。また、平湯温泉の中心部にある薬師堂の管理を行っている。当地が焼岳の麓にあることから噴火の際の避難所にも指定されている。